# Alexander Brink
Alexander Brink (* 9. März 1970 in Düsseldorf) ist ein deutscher Ökonom und Philosoph. Er ist Professor für Wirtschafts- und Unternehmensethik an der Universität Bayreuth sowie Gründer und Partner der concern GmbH, eine auf Corporate Governance, Responsibility und Sustainability spezialisierte Unternehmensberatung mit Sitz in Köln und Bayreuth.

## Leben und Wirken
Alexander Brink ist der Sohn von Gudrun und Günter Brink. Er besuchte das Albert-Martmöller-Gymnasium zu Witten. Im Anschluss an das Abitur 1989 leistete er Zivildienst im Alten- und Pflegeheim Lutherhaus in Witten-Bommern. Bis 1990 oblag ihm die Betreuung und Pflege von stationären Schwerstpflegefällen und er übte dort bis 2002 eine Nebentätigkeit in der Altenpflege aus.
An der Ruhr-Universität Bochum trat Alexander Brink das Studium der Wirtschaftswissenschaften an, welches er 1996 als Diplom-Ökonom abschloss sowie das Studium der Philosophie, Psychologie und Betriebswirtschaftslehre, welches er 1998 mit dem Magister Artium beendete. Im Anschluss promovierte er innerhalb von drei Jahren in den Fachrichtungen Philosophie und Ökonomie zum Dr. phil. an der Universität Bochum (1999) und Dr. rer. pol. an der Universität Witten/Herdecke (2001). Zwischenzeitlich hatte er 1997 einen Forschungsaufenthalt an der amerikanischen Yale University in New Haven. Darüber hinaus war er für Unternehmen wie Mannesmann 1992 in Wetter, 1994 in Sydney und 1997 in New York tätig und hatte von 2000 bis 2001 beim bayerischen Chemieunternehmen Trostberg AG sowie von 2001 bis 2002 bei der Düsseldorfer Degussa AG Doktorandenstellen inne. So sammelte er praktische Erfahrungen in den Ressorts Unternehmensentwicklung, Konzernstrategie, Controlling, Finanzen und Vertrieb.
Von 2002 bis 2008 wurde Alexander Brink, der bis dahin Lehrbeauftragter der Universität Witten/Herdecke war, an der Universität Bayreuth zu einem der ersten Juniorprofessoren in Bayern ernannt. Er vertrat die angewandte Ethik im Bachelor- und Master-Programm des interdisziplinären und ausgezeichneten Reformstudienganges Philosophy und Economics. Seit 2008 ist Alexander Brink ordentlicher Professor für Wirtschafts- und Unternehmensethik im Fachbereich Philosophie der Kulturwissenschaftlichen Fakultät. Als Gastprofessor für Corporate Governance und Philosophy lehrte er darüber hinaus von 2008 bis 2016 am Reinhard-Mohn-Institut (RMI) der Universität Witten/Herdecke. Er war zuvor zwei Jahre am dortigen Institut für Corporate Governance (ICG) tätig.
Im Jahre 2010 gründete Alexander Brink die Beratungsgesellschaft concern GmbH mit Sitz in Köln und später Bayreuth. Als Spin-Off des Studiengangs Philosophy und Economics der Universität Bayreuth war concern eine der ersten Corporate Governance, Responsibility und Sustainability Beratungen in Deutschland. Die Dienstleistungen erstrecken sich auf die Felder Strategie, Marketing und Vertrieb, Corporate Responsibility sowie Digitalisierung.
Seit 2010 ist Alexander Brink zusätzlich Dozent an der Kirchlichen Hochschule Wuppertal/Bethel im Rahmen eines Promotionsprogramms zur Qualifizierung von Führungskräften in Unternehmen der Sozialwirtschaft und der Kirche. Des Weiteren ist er seit 2011 Dozent im Executive Master for Family Entrepreneurship an der Zeppelin Universität in Friedrichshafen. Das Amt des wissenschaftlichen Direktors des Zentrums für Wirtschaftsethik (ZfW) in Berlin übernahm er von 2013 bis 2019. Seit 2021 leitet er das Innovationlab (iLab) für Ethik und Management in Bayreuth.
Alexander Brink hat mehrere Mitgliedschaften inne, die sich über Verbände, Netzwerke, Foren, Gesellschaften, Institute und Vereine erstrecken. Seit 1996 ist er Mitglied im European Business Ethics Network (EBEN) sowie im Deutschen Netzwerk Wirtschaftsethik e.V. (DNWE). Im Jahr 2000 schloss sich eine Mitgliedschaft in der Schmalenbach-Gesellschaft (SBG) an. Darüber hinaus ist er seit 2004 Mitglied der European Society for Research in Ethics (Societas Ethica), seit 2007 Mitglied im Verein für Socialpolitik (VFS) sowie seit 2014 Mitglied der Forschungsstelle für Familienunternehmen (FoFamU), seit 2019 Mitglied von „Unternehmen Verantwortung Gesellschaft e.V.“ und seit 2021 Mitglied am „Institut für Entrepreneurship und Innovation“.

## Forschung, Lehre und Beratung
Alexander Brink forscht und lehrt an der Universität Bayreuth im Verzahnungsbereich von Ethik und Management. In diesem Spannungsfeld hat er sich auf die Profilfelder Corporate Governance, Digitalethik, Nachhaltigkeit, Sozialwirtschaft, Sustainable Finance und Wertepositionierung spezialisiert. Er plädiert für eine Blue-Ocean-Strategie der Werte im Zeitalter der Digitalisierung, d. h. erfolgreiche Unternehmen sollten sich konsequent an ihren Werten ausrichten. Als Mitgründer der concern GmbH ist Alexander Brink zu diesen Themenfeldern ebenfalls beratend tätig. Ferner ist er Mitbegründer des Beratungsinstituts FAIRE BERATUNG, welches Messinstrumente zur Kunden- und Mitarbeiterzentrierung für die Finanzdienstleistungsbranche entwickelt.

## Schriften (Auszug)
Alexander Brink hat rund 20 Bücher und über 300 Beiträge publiziert. Er ist Mitherausgeber der internationalen Schriftenreihe Ethical Economy, Studies in Economic Ethics and Philosophy (Springer) und der Reihe Diakoniewissenschaft und Diakoniemanagement (Nomos). Ferner sitzt er im Editorial Board der Zeitschrift für Wirtschafts- und Unternehmensethik (Nomos). Als Experte begutachtet er rund ein Dutzend national und international führender Fachzeitschriften.

### Als Autor – Monographien
- Holistisches Shareholder-Value-Management. Eine regulative Idee für globales Management in ethischer Verantwortung, 2000, ISBN 3-87988-468-4 (zugl. Diss. Bochum 1999 u. d. T.: Ethik und Unternehmensführung)
- VBR – Value-Based-Responsibility. Theoretischer Ansatz zur Integration ethischer Aspekte in die wertorientierte Unternehmensführung, 2002, ISBN 3-87988-622-9 (zugl. Diss. Witten-Herdecke 2001)
- Philosophie des Managements. Überlegungen zu einer normativen Theorie der Unternehmung (Reihe: Institutionelle und Evolutorische Ökonomik, Bd. 36), 2011, ISBN 3-89518-866-2

### Als Herausgeber – Sammelbände
- Ethics and Finance, Re.Think Series Vol. IV, Bayreuth: University of Bayreuth (gemeinsam mit D. Rohrmann und in Kooperation mit der Deutschen Bank AG) (2016)
- The Corporate Network, Re.Think Series Vol. II, Bayreuth: University of Bayreuth (gemeinsam mit D. Rohrmann und in Kooperation mit der NOKIA AG) (2014)
- Investing Society, Re.Think Series Vol. III, Bayreuth: University of Bayreuth (gemeinsam mit D. Rohrmann und in Kooperation mit der Unternehmensberatung Das Integral) (2013)
- Corporate Governance and Business Ethics, Series: Ethical Economy. Studies in Economic Ethics and Philosophy (SEEP), Vol. 39, Berlin, Heidelberg, New York, Tokyo: Springer (2011)
- Unternehmensethik. Forschungsperspektiven zur Verhältnisbestimmung von Unternehmen und Gesellschaft, Reihe: Ethik und Ökonomik, Bd. 4, Marburg: Metropolis (gemeinsam mit O. J. Schumann und T. Beschorner) (2010)
- The Organisation, Re.Think Series Vol. I, Bayreuth: University of Bayreuth (gemeinsam mit D. Rohrmann und in Kooperation mit der NOKIA AG) (2010)
- Leadership in sozialen Organisationen, Reihe: Soziale Investitionen, Bd. 2, Wiesbaden: VS Verlag (gemeinsam mit J. Eurich) (2009)
- Gerechtigkeit im Gesundheitswesen, Reihe: Sozialpolitische Schriften, SPS 88, Berlin: Duncker & Humblot (gemeinsam mit J. Eurich, J.; Hädrich, A.; Langer und P. Schröder) (2006)
- Differentialethik – Anwendungen in Medizin, Wirtschaft und Politik, Reihe: Ethik in der Praxis, Bd. 2, Münster, London: Lit (gemeinsam mit E. Baumann und A. T. May) (2006)
- Anreiz versus Tugend? Merkmale moderner Unternehmensethik, Reihe: Strategisches Management, Bd. 21, Hamburg: Dr. Kovac (gemeinsam mit J. Eurich und C. Giersch) (2005)
- Ethisches Management: Der wert(e)orientierte Führungskräfte-Kodex, Bern, Stuttgart, Wien: Haupt (gemeinsam mit V. A. Tiberius) (2005)
- Soziale Institutionen zwischen Markt und Moral. Führungs- und Handlungskontexte, Wiesbaden: VS Verlag (gemeinsam mit J. Eurich, J. Hädrich, A. Langer und P. Schröder) (2005)
- Unternehmensethik in turbulenten Zeiten. Wirtschaftsführer über Ethik im Management, Bern, Stuttgart, Wien: Haupt (gemeinsam mit O. Karitzki) (2004)
- Weltanschauliche Offenheit in der Bioethik, Reihe: Erfahrung und Denken, Bd. 94, Berlin: Duncker & Humblot(gemeinsam mit E. Baumann, A. T. May, P. Schröder und C. Schutzeichel) (2004)
- Wirtschaftsethik als kritische Sozialwissenschaft, Bern, Stuttgart, Wien: Haupt (gemeinsam mit O. J. Schumann und M. Breuer) (2003)

### Als Herausgeber – Buch und Zeitschriftenreihen
- Herausgeber der Schriftenreihe Diakoniewissenschaft und Diakoniemanagement, Baden-Baden: Nomos, bisher 7 Bände erschienen (gemeinsam mit M. Benad, M. Büscher, B. Hofmann, U. Krolzik und D. Starnitzke), (seit 2013)[10]
- Herausgeber der Schriftenreihe Ethical Economy. Studies in Economic Ethics and Philosophy (SEEP), Berlin, Heidelberg, New York, Tokyo: Springer bisher 54 Bände erschienen (gemeinsam mit J. D. Rendtorff) (Beirat: J. M. Buchanan, C. Cowton, R. T. De George, T. Donaldson, J. Elster, A. Etzioni, M. Haase, P. van Parijs und J. Wieland), www.springer.com/series/2881 (Beirat 2007 bis 2011, Herausgeber seit 2012)
- Herausgeber der Schriftenreihe für Wirtschafts- und Unternehmensethik (sfwu), München, Mering: Hampp, bisher 23 Bände erschienen (gemeinsam mit T. Beschorner, M. Schmidt, W. Schmidt und O. J. Schumann) (2005 bis 2012)
- Herausgeber der Zeitschrift für Wirtschafts- und Unternehmensethik (zfwu), Journal for Business, Economics & Ethics, München, Baden-Baden: Nomos (bis 2016 Mering: Hampp) (gemeinsam mit T. Beschorner, M. Breuer [ausgeschieden], B. Hollstein, M. Hübscher und O. J. Schumann [ausgeschieden]), (seit 2000)[11]